# Oskava (rzeka)
Oskava – rzeka w Czechach, lewy dopływ Morawy. Jej długość wynosi 50,29 km, a powierzchnia dorzecza 569,20 km². Źródło Oskavy znajduje się u stóp Kamiennego Wierzchu. Rzeka wpada do Morawy na północ od Ołomuńca. Największym dopływem Oskavy jest Sitka.